# Thomisus bidentatus
Thomisus bidentatus är en spindelart som beskrevs av Kulczynski 1901. Thomisus bidentatus ingår i släktet Thomisus och familjen krabbspindlar. Inga underarter finns listade i Catalogue of Life.